# 우바 버틀러
우바 버틀러(영어: Oobah Butler, 1992년 2월 13일~)는 영국의 작가, 저널리스트, 영상제작자이다. 존재하지 않는 가짜 레스토랑을 만들어 트립어드바이저에서 런던 내 가장 높은 평점을 받은 레스토랑에 선정된 일로 유명하다. 2019년 4월, 첫 저서 《How to Bullsh*t your Way to Number One》이 출간되었다.

## 경력
우바 버틀러는 자신이 여호와의 증인 전도사보더 더 성공적인 방문 판매원이 되기 위해 노력하는 과정을 다룬 기사로 큰 호응을 얻고 2015년부터 바이스지에서 일하기 시작했다. 이후 2년 동안 바이스지에 정기적으로 기사를 작성했다. 그 중에는 과일과 생활용품을 활용한 DIY 섹스 로봇 만드는 법이 있다. 나중에 우바 버틀러는 바이스지의 소셜 미디어에 공유된 짧은 영상을 만들게 된다.

## 수상
- 영국잡지편집인협회 — 2018년 최우수 저작물 아이디어
- 브리티시 미디어 어워즈 — 올해의 비디오 프로젝트
- DRUM 에이전시 — 2018년 올해의 컨텐트 크리에이터
- 웨비상 — 2019년 이상한 비디오 부문